# Stefan Baldi
Stefan Baldi (* 13. April 1965 in Hamburg) ist ein deutscher Wirtschaftswissenschaftler. Er ist seit 2002 Dekan der Munich Business School in München.
Nach einem Studium der Informatik an der TU Clausthal und Universität Karlsruhe (Diplom-Informatiker) von 1984 bis 1990, promovierte Baldi 1996 an der TU Ilmenau in Betriebswirtschaftslehre. Von 1990 bis 2002 war er wissenschaftlicher Mitarbeiter und Dozent an der EBS Universität für Wirtschaft und Recht in Oestrich-Winkel sowie selbständiger Berater und Trainer im Bereich Informationssysteme. Seit 2002 leitet Baldi die private Munich Business School.